# Centre hospitalier de Digne-les-Bains
Le centre hospitalier de Digne-les-Bains  est situé au Quartier Saint-Christophe, à Digne-les-Bains, commune française, chef-lieu du département des Alpes-de-Haute-Provence et située dans la région Provence-Alpes-Côte d'Azur.
Un service qui assure une activité en forte hausse, de l’ordre de 20 000 passages aux urgences, dispose d’un Service mobile d'urgence et de réanimation (SMUR) et assure la gestion du Service d'aide médicale urgente (S. A. M. U.) du département des Alpes-de Haute-Provence.
Il a par ailleurs été désigné « établissement support » du groupement hospitalier de territoire (GHT) des neuf établissements publics de santé des Alpes-de-Haute-Provence.

## Historique
Le centre hospitalier de Digne-les-Bains résulte de la fusion, en janvier 1992, de l’hôpital général de Digne et du centre hospitalier spécialisé du département. Celle-ci s'est concrétisée par l’ouverture, en janvier 2000, d’un nouvel hôpital hospitalisation en médecine–chirurgie–obstétrique (MCO) sur le site de l’ancien Centre hospitalier spécialisé (CHS).
En juillet 2013, l'établissement s'est lié, au centre hospitalier du Pays d’Aix (Bouches du Rhône), par une convention de direction commune, laquelle regroupe également les établissements des Alpes-de-Haute-Provence.
Le 1er juillet 2016, le centre hospitalier de Digne-les-Bains est désigné « établissement support » du groupement hospitalier de territoire (GHT) des Alpes-de-Haute-Provence, hôpitaux de Provence, groupement hospitalier et universitaire des Bouches-du-Rhône, créé le 1er juillet 2016. Les GHT constituent un nouveau mode de coopération entre les établissements publics de santé. La création des GHT vise à garantir à tous les patients un meilleur accès aux soins en renforçant la coopération entre hôpitaux publics autour d’un projet médical.
Liste et populations concernées par les six groupements hospitaliers de territoire (GHT), constitués à l’échelle des six départements de la région Paca.
- GHT des Alpes-de-Haute-Provence (04) : 160 000 habitants.
- GHT des Hautes-Alpes (05) : 140 000 habitants.
- GHT des Alpes-Maritimes(06) : 1 100 000 d’habitants.
- GHT des Bouches-du-Rhône (13) : 2 000 000 d’habitants.
- GHT du Var (83) : 1 000 000 d’habitants.
- GHT de Vaucluse (84) : 600 000 habitants.

Le groupement hospitalier de territoire (GHT) des Alpes-de-Haute-Provence a été créé le 1er juillet 2016 et regroupe les neuf établissement public de santé suivants, :
- CH de Digne-les-Bains,
- CH de Manosque[8],
- EPS de Banon[9],
- EPS de Barcelonnette[10],
- EPS de Castellane[11],
- EPS de Forcalquier[12],
- EPS des Mées[13],
- EPS de Seyne-les-Alpes[14],
- EPS de Riez[15].

Le Service de santé et de secours médical (SSSM) contribue avec le SAMU 04 à la médicalisation de l’hélicoptère de la gendarmerie (choucas 04) basé à Digne-les-Bains.

## Offre de soins
Quelques chiffres pour 2017 :
- son budget principal était de 76 M€,
- nombre d’accouchements : 390[17],[18],
- passages aux urgences : 19 212,
- nombre de séjours MCO : 12 524,
- file active psychiatrie générale : 4 771,
- file active pédopsychiatrie : 1 631.

Le centre hospitalier est structuré en pôles d'activités :
- Pôles médecine–chirurgie–obstétrique (MCO) :
  - Pôle A : Ugences-SAMU-SMUR / UCSA / Laboratoire / Imagerie médicale / Pharmacie / Consultations externes centralisées
  - Pôle B : Chirurgie orthopédique, traumatologique et viscérale / Chirurgie ambulatoire / Anesthésie / Bloc opératoire / Mère-enfant,
  - Pôle C : Médecine interne / Cardiologie-pneumologie / Addictologie-ELSA / Réanimation / Gériatrie post-urgences / Équipe mobile de gériatrie / Gastro-entérologie-oncologie / Équipe territoriale de soins palliatifs / HJ médecine et pneumologie.
- Pôles Psychiatrie :
  - Pôle D : Pédopsychiatrie,
  - Pôle E : Psychiatrie générale.
- Consultations externes[20].
- Gynécologie / obstétrique[21].

## Personnalités liées à l'hôpital Saint-Jacques
Le comité stratégique du groupement hospitalier de territoire est présidé par M. Nicolas Estienne, directeur général.
La commission médicale de groupement est présidée par M. le Dr Gilbert Bordes.

## Les instituts de formation de l'établissement
L’établissement dispose :
- d’un Institut de Formation en Soins Infirmiers et Aides-soignants (IFSI) / Institut de formation pour aide-soignant (IFAS),
- du Centre d'enseignement des soins d'urgence (CESU) des Alpes-de-Haute-Provence 04[22],
- de l'Unité de formation du S. A. M. U. 04, également située dans l’enceinte du C.H. Digne[23].

## Accès, voies de communication et transports

### Réseau routier
- Digne-les-Bains est desservie par la route nationale 202, départ de la route de la vallée de l’Issole, et de celle de la vallée du Haut-Verdon.
- Route nationale 85.

### Transports en commun
- Transports en Provence-Alpes-Côte d'Azur.
- En 1992, la commune de Digne a mis en place la Régie des Transports Urbains Dignois (RTUD). Actuellement, six lignes de bus sont à la disposition des Dignois[24]. Équipé initialement de six bus, ce service a augmenté sa flotte de véhicules en 1998 avec l’acquisition de deux bus alimentés au gaz naturel.

### Réseau ferroviaire
- La ville est desservie quotidiennement par les Chemins de fer de Provence via la ligne ferroviaire Nice-Digne, ligne à voie étroite. C'est le train des Pignes qui permet, par de nombreuses gares, de desservir des lieux peu habités.
- Gare de Digne

### Transports aériens
En fonction des destinations, plusieurs aéroports (cf. tableau ci-contre).